# Лихнида кайче веслаше
„Лихнида кайче веслаше“ (на македонска литературна норма: Лихнида кајче веслаше, известна в България като „Охридското езеро“) е песен от Социалистическа Република Македония, написана в 1986 година от Мирослав Кузман за Фолк-Фест Валандово, като автор на музиката е Ефто Пупиновски. Песента е изпълнявана и в България от Слави Трифонов, Николай Славеев, Райко Кирилов, Христо Косашки, както и Панайот Панайотов, който прави собствен кавър под името „Охридското езеро“.

## Текст
В текста се цитира и се прави позоваване на заглавието (първия стих) на по-бавната българска народна песен „Биляна платно белеше“, също свързана с Охридското езеро. В песента се срещат архаични и диалектни думи като кайче (от каик), веслаше (гребе с весла), наспроти (против, срещу), бранови (вълни), сакам (искам) и др.